# Live '75
Live '75 è un album dal vivo del gruppo musicale italiano Telaio Magnetico pubblicato nel 1995.

## Descrizione
Live '75 è l'unico supporto fonografico che sia mai stato pubblicato dalla formazione estemporanea Telaio Magnetico. Il disco è stato registrato dal vivo nel 1975, in due concerti tenuti a Reggio Calabria (tracce 1-3) e a Gela (tracce 4-6).
Il disco è stato pubblicato per la prima volta solamente nel 1995 dall'etichetta Musicando in edizione limitata, in 200 copie in LP numerate e firmate, con copertina dipinta a mano, e 500 copie in CD. Nel 2017 l'album è stato ristampato in vinile dall'etichetta discografica Black Sweat Records in una nuova edizione integrata dall'inedita sesta traccia intitolata Parte V, mentre la precedente traccia col medesimo titolo è stata spostata alla sesta posizione.

## Tracce
LP e CD Musicando (1995)
1. Parte I
2. Parte II
3. Parte III
4. Parte IV
5. Parte V

LP e CD Black Sweat Records (2017)
1. Parte I
2. Parte II
3. Parte III
4. Parte IV
5. Parte V
6. Parte VI

## Formazione
- Juri Camisasca - voce, chitarra
- Terra Di Benedetto - voce
- Franco Battiato - tastiere
- Mino Di Martino - organo Hammond, tastiere, chitarra
- Lino Capra Vaccina - percussioni, vibrafono
- Roberto Mazza - oboe, sax